# De nieuwe Amsterdammer
De nieuwe Amsterdammer was een verzetsblad uit de Tweede Wereldoorlog, dat vanaf 20 oktober 1944 tot en met 15 juli 1945 in Amsterdam in gestencilde vorm werd uitgegeven. Het blad verscheen 3 maal per week. De inhoud bestond voornamelijk uit algemene artikelen.
Het was de voortzetting van Op wacht in Amsterdam, een protestants-christelijk blad dat op haar beurt was gebaseerd op de Haagse uitgave Op wacht: voor God-Nederland-Oranje. De uitgave werd voortgezet door mr. G. Jonker, mr. drs. A. Börger, en de journalisten L.J. Capit, R.H.J. Pfaff en A. Beerman, echter zonder de protestants-christelijke strekking. Al na enkele afleveringen werd de titel omgedoopt in 'De nieuwe Amsterdammer'. De ondertitel voortzetting van Op wacht in Amsterdam werd vanaf 20 november 1944 (aflevering 16) niet meer gebruikt.

## Betrokken personen
- A. Beerman
- A. Börger[1]
- L.J. Capit
- H. van Dijk
- G. Jonker
- R.H.J. Pfaff